# Treći Rim
Treći Rim pred Moskvom je geopolitički, ideološki, vjerski i politički koncept iz 14. stoljeća koji potvrđuje globalni povijesni značaj Moskve kao političkog i vjerskog središta pravoslavnog kršćanstva.
Prema njezinim riječima, Moskovija je povijesni nasljednik rimskog i bizantskog carstva, "koji su pali jer su izgubili pravu vjeru". Koncept Moskve kao Trećeg Rima nastao je kao rezultat prethodnih političkih procesa u Rusiji, ukidanja tatarske dominacije, konsolidacije i centralizacije ruske države, stvaranja nacionalne samosvijesti tijekom ponovnog ujedinjenja ruskih teritorija. Ona je odigrala važnu ulogu u formiranju službene ideologije Rusije u 15. i 16. stoljeću, što je bila osnova za ideju ujedinjenja svih slavenskih naroda u 16. i 17. stoljeću, te kao razlog za uplitanje u sudbinu kršćana na Balkanu kod Rusko-turski ratovi.

## Priča
U 14. stoljeću u Bugarskoj nastaje ideja o Trećem (slavenskom) Rimu, utemeljenom na djelima Ćirila i Metoda, u Velikom Trnovu. Potom ga preuzima Stefan Dušan. Početkom 16. stoljeća Vinko Pribojević formulirao je panslavizam, a tijekom dugog turskog rata Mavro Orbini napisao je "Kraljevstvo Slavena". Juraj Križanić dao je poseban doprinos projektu.